# Écluse de Gardouch
L'écluse de Gardouch est une écluse à chambre unique du canal du Midi située en France sur la commune de Gardouch dans le département de la Haute-Garonne, en région Occitanie. Construite vers 1670, elle se trouve à 38,5 km de Toulouse (Ponts-Jumeaux). 

## Description
Près de l'écluse se trouve la halte nautique de Gardouch.
L'écluse de Gardouch, ascendante dans le sens ouest-est, se trouve à une altitude de 173 m. Les écluses adjacentes sont l'écluse de Renneville à l'est et l'écluse de Laval à l'ouest.

## Protection
Elle est inscrite, avec sa maison éclusière et le pont-canal, monument historique depuis 1998.